# Earl Marischal

Wappen der Earls Marischal

Earl Marischal war ein erblicher britischer Adelstitel in der Peerage of Scotland. Der Titel war mit dem erblichen Staatsamt des Marschalls von Schottland verbunden.

## Verleihung und Geschichte des Titels
Der Earlstitel wurde von König Jakob II. zwischen dem 5. November 1457 und dem 4. Juli 1458 für William Keith, 1. Lord Keith († 1483) geschaffen. Dieser war bereits zwischen 1446 und Juli 1451 zum Lord Keith erhoben worden. Bereits 1446 hatte er von seinem älteren Bruder das Erbamt des Great Marishal of Scotland und die Chiefwürde des Clan Keith geerbt. Das namensgebende Marschallsamt war fortan mit dem Earlstitel verbunden.
Sein Nachkomme, der 4. Earl, erbte 1596 zudem von seinem Onkel Robert Keith, 1. Lord Altrie (um 1529–1596) den Titel Lord Altrie, der diesem am 29. Juli 1587 mit dem besonderen Zusatz verliehen worden war, dass der Titel in Ermangelung eigener männlicher Nachkommen auch an ebendiesen Neffen und dessen männliche Nachkommen vererbbar sei. Beide Titel gehörten zur Peerage of Scotland und waren fortan nachgeordnete Titel des jeweiligen Earls.
Dessen Nachkomme, der 9. Earl, beteiligte sich am Jakobitenaufstand von 1715 und wurde deshalb 1716 wegen Hochverrats vom Parlament geächtet (Attainder), womit seine Titel verwirkt waren und seine Besitzungen durch die britische Krone eingezogen wurden. Der Earl musste fliehen und fand schließlich nach einem abenteuerlichen Leben in ganz Europa, genauso wie sein Bruder James Keith, der als General in der preußischen Armee diente, am Hof Friedrichs des Großen eine Bleibe. 1759 wurde er von König Georg II. begnadigt und erhielt 1760 seine Ländereien, aber nicht seine Titel zurück.

## Marschall von Schottland
Das Staatsamt des Marschalls von Schottland (lat. marascallus Scotie oder marscallus Scotie; engl. „Marischal of Scotland“) war seit den Zeiten von König Malcolm IV. und Wilhelm I. im Clan Keith in der Primogenitur erblich. Erster urkundlich belegter Träger dieses Titels war um 1176 Hervey de Keith. Dessen Nachkomme Sir Robert de Keith († 1332) wurde um das Jahr 1324 durch den schottischen König Robert I. als „Great Marischal of Scotland“ im Amt bestätigt.
Die Aufgabe des Marschalls von Schottland war es, für die Sicherheit der schottischen Kronjuwelen und Reichsinsignien zu sorgen, sowie die Sicherheit der Person des Königs, wenn dieser das Parlament besuchte, zu gewährleisten. Der 7. Earl Marischal erfüllte diese Aufgabe während der Kriege zwischen den drei britischen Königreichen, indem er König Karl I. in Dunnottar Castle Zuflucht gewährte.
Seit der Ächtung des letzten Earl Marischal ruht das Marschallsamt.
Die heraldischen Aufgaben, die in England vom Earl Marshal wahrgenommen werden, sind in Schottland dagegen Aufgabe des Lord Lyon King of Arms. Das ebenfalls davon verschiedene nicht-erbliche Amt des Knight Marischal wurde anlässlich der Krönung Karls I. zum König von Schottland 1633 geschaffen.

## Liste der Marischals of Scotland und Earls Marischal

### Marischals bzw. Great Marischals of Scotland
- Hervey de Keith († um 1196)
- Philip de Keith († um 1225) und David de Keith († nach 1225) (die Brüder hatten das Amt gemeinsam inne)
- Hervey de Keith († um 1250)
- John de Keith († um 1270)
- William de Keith († um 1293)
- Robert Keith († 1332)
- Sir Robert Keith († 1344)
- Sir Edward Keith († 1346)
- Sir William Keith († 1352)
- Sir William Keith († 1413)
- Sir Robert Keith († 1430)
- Sir William Keith († 1444)
- Sir Robert Keith († 1446)
- Sir William Keith († 1483) (1451 zum Lord Keith und um 1458 zum Earl Marischal erhoben)

### Earls Marischal (um 1458)
- William Keith, 1. Earl Marischal († 1483)
- William Keith, 2. Earl Marischal († 1527)
- William Keith, 3. Earl Marischal (1506–1581)
- George Keith, 4. Earl Marischal (um 1553–1623)
- William Keith, 5. Earl Marischal (um 1585–1635)
- William Keith, 6. Earl Marischal (1614–1671)
- George Keith, 7. Earl Marischal († 1694)
- William Keith, 8. Earl Marischal (um 1664–1712)
- George Keith, 9. Earl Marischal (um 1693–1778) (Titel verwirkt 1716)

## Forschungsgeschichte
Die ältere geschichtswissenschaftliche Literatur ging noch davon aus, dass der erste Earl um 1463/64 gestorben sei und von einem gleichnamigen, 1483 gestorbenen Sohn beerbt wurde. Wie erstmals 1927 der Historiker Thomas Innes aufzeigte, handelt es sich bei den beiden um dieselbe Person. In der älteren Literatur wurde entsprechend ein Earl mehr gezählt, wodurch sich die Ordnungszahl der folgenden Earls verschob, so dass der letzte Earl dort als 10. Earl gezählt wurde.